# Mydriasis
Mydriasis är en medicinsk term för pupillutvidgning på grund av sjukdom, trauma eller medicin/drog. Motsatsen är mios. Ett mydritatikum är ett läkemedel som vidgar pupillen, till dessa kan bland annat räknas Mydriacyl och Mydriasert.
Tillståndet kan även orsakas genom kontakt med växter som innehåller alkaloider som till exempel atropin eller skopolamin. Exempel på sådana växter är belladonna (Atropa bella-donna), som kan förekomma vilt i Sverige, spikklubba (Datura stramonium), som förekommer på västkusten samt bolmört (Hyoscyamus niger), som är sällsynt men kan växa i såväl södra och mellersta delarna av Sverige samt längs Norrlands kust. Dessa växter innehåller tillräckligt stor halt av alkaloider för att kunna orsaka mydriasis när man kommer i kontakt med dem.